# Christian Filip Waldeck-Pyrmont
Christian Filip Waldeck-Pyrmont (1701, Kleinern - 1728, Mannheim) - książę Waldeck-Pyrmont od stycznia do maja 1728.

## Życiorys
Był najstarszym synem Fryderyka Antoniego Ulryka Waldeck-Pyrmont (1676–1728) i Ludwiki Birkenfled-Bichwiller (1678–1753). Po śmierci ojca został księciem, ale sprawował władzę tylko kilka miesięcy. Cierpiał na chorobę, która zabiła go w maju, gdy przebywał w Mannheim.
Christian Philip nigdy się nie ożenił i nie miał dzieci; z tego powodu po jego śmierci następcą został jego młodszy brat Karol August Waldeck-Pyrmont.